# Municipal de Linares Airport
Municipal de Linares Airport är en flygplats i Chile.   Den ligger i provinsen Provincia de Linares och regionen Región del Maule, i den södra delen av landet, 280 km söder om huvudstaden Santiago de Chile. Municipal de Linares Airport ligger 184 meter över havet.
Terrängen runt Municipal de Linares Airport är platt. Närmaste större samhälle är Linares, 4,3 km väster om Municipal de Linares Airport.
I omgivningarna runt Municipal de Linares Airport växer i huvudsak städsegrön lövskog. Runt Municipal de Linares Airport är det glesbefolkat, med 16 invånare per kvadratkilometer.